# Diana Kovacheva
Diana Kovacheva (en búlgaro: Диана Ковачева; Sofía, 16 de julio de 1975) es una abogada y política búlgara, que se desempeñó como Ministra de Justicia desde el 30 de noviembre de 2011 al 21 de febrero de 2013.

## Biografía

### Primeros años y educación
Nacida en Sofía en 1975, estudió Derecho en la Universidad de Sofía y obtuvo un doctorado en leyes y relaciones internacionales.

### Carrera
Kovacheva trabajó como investigadora en el Instituto de Ciencias Legales de la Academia Búlgara de Ciencias de 2000 a 2001. Fue nombrada directora ejecutiva de la organización Transparency International Bulgaria en agosto de 2002, cargo que ocupó hasta el 28 de noviembre de 2011.
El 30 de noviembre de 2011 fue nombrada ministra de justicia en el gabinete dirigido por el primer ministro Boiko Borísov. Sucedió en el cargo a Margarita Popova, que fue elegida vicepresidenta  de Bulgaria. Kovacheva ejerció hasta mediados de marzo de 2013, cuando se produjo la dimisión del gabinete. Fue sucedida por el ministro Dragomir Yordanov.

## Reconocimientos
En junio de 2014 Diana Kovacheva fue reconocida por la reina Isabel II con la Orden del Imperio Británico por sus esfuerzos en la lucha contra la corrupción, su trabajo en el campo de las leyes y su esfuerzo por dar transparencia al estamento judicial.